# Tuxer Hauptkamm
Der Tuxer Hauptkamm, auch Tuxer Kamm, ist ein Gebirgskamm in den Zillertaler Alpen in Tirol.
Der Kamm verläuft vom Saun (2085 m) nordöstlich von Sterzing über das Hühnerspiel (2748 m) zum Wolfendorn (2774 m), wo er auf den Alpenhauptkamm trifft. Von dort über den Kraxentrager (2999 m) bis zur Hohen Wand (3289 m) bildet er für rund 8 km einen Teil des Alpenhauptkamms und damit die Grenze zwischen Nord- und Südtirol. Ab der Hohen Wand, wo sich der Schnittpunkt zum von Südosten kommenden Zillertaler Hauptkamm befindet, erreichen die Gipfel Höhen über 3000 m. Von der Hohen Wand verläuft der Tuxer Hauptkamm weiter Richtung Nordosten über Schrammacher (3410 m) und Fußstein (3380 m) und erreicht im Olperer mit 3476 m den höchsten Punkt. Er führt weiter über den Hohen Riffler (3231 m) und endet an den Grinbergspitzen an der Vereinigung von Tuxer- und Zemmtal.
Der rund 17 km lange nördliche Abschnitt trennt das Zemmtal und den Zamser Grund im Osten vom Tuxer Tal und Valser Tal im Westen. Der rund 11 km lange südliche Teil trennt das Wipptal im Westen vom Pfitscher Tal im Osten. Der Tuxer Hauptkamm bildet damit den westlichen Abschluss der Zillertaler Alpen.
Hochalpine Übergänge bestehen über das Schlüsseljoch (2212 m) und das Brennermäuerl (2395 m) vom Wipptal ins Pfitscher Tal, über die Friedrichshöhe (2713 m) vom Venntal ins Pfitscher Tal, über die Alpeiner Scharte (2959 m) vom Valser Tal in den Zamser Grund und über die Friesenbergscharte (2904 m) vom Tuxer Tal in den Zamser Grund.
Im nördlichen Teil insbesondere um den Olperer ist der Kamm stark vergletschert, die beiden größten Gletscher sind der Tuxer Ferner und das Stampflkees. Daneben finden sich im Tuxer Hauptkamm einige große Blockgletscher.
Große Teile des nördlichen Abschnitts sind als Teil des Ruhegebiets Zillertaler- und Tuxer Hauptkamm und des Naturschutzgebiets Valsertal geschützt. 
Zu den Gründen, wieso der Tuxer Hauptkamm entgegen seinem Namen von der Alpenvereinseinteilung der Ostalpen nicht als den Tuxer Alpen zugehörig betrachtet wird, siehe Tuxer Alpen.